# Zaru

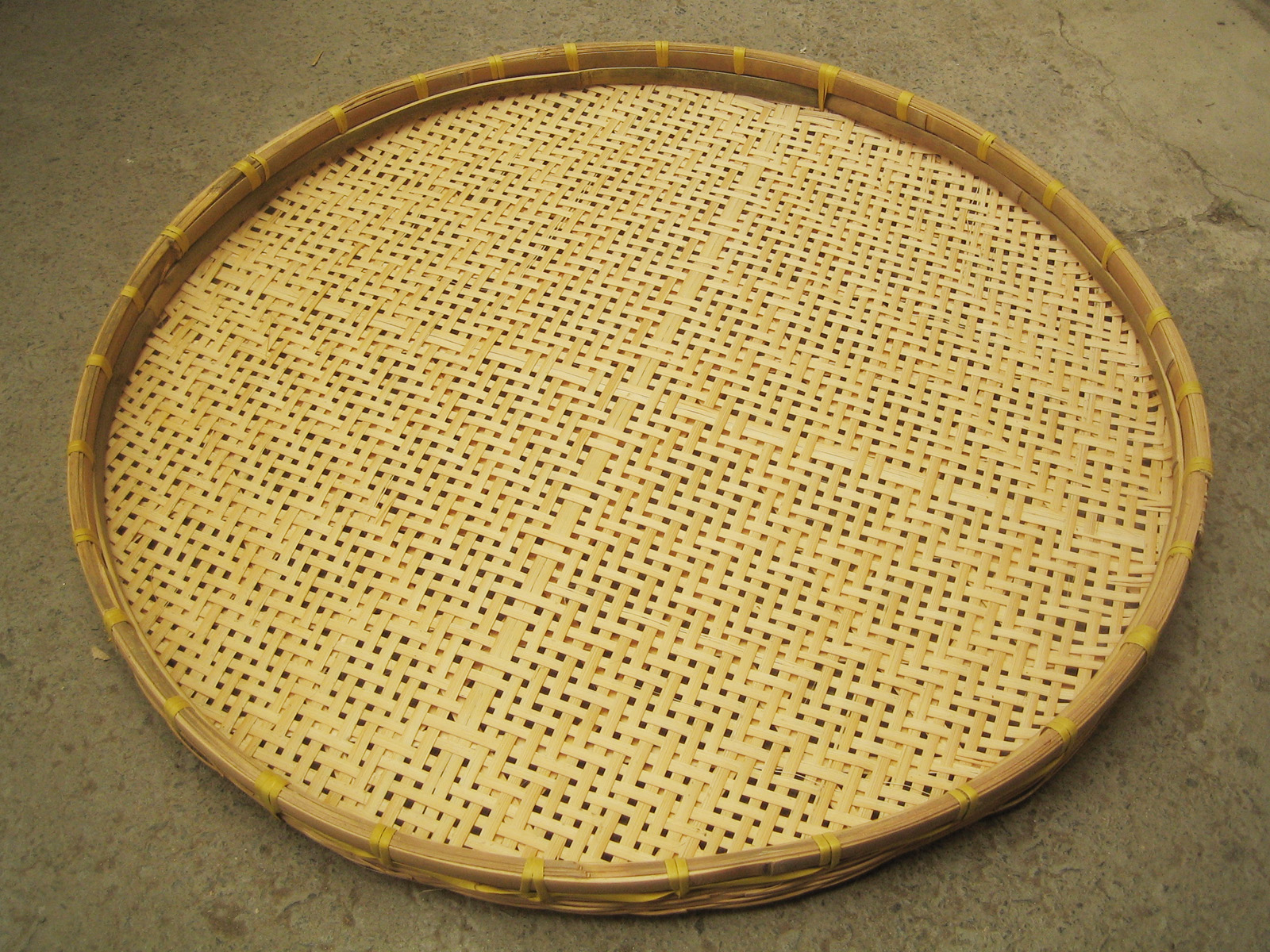
Zaru

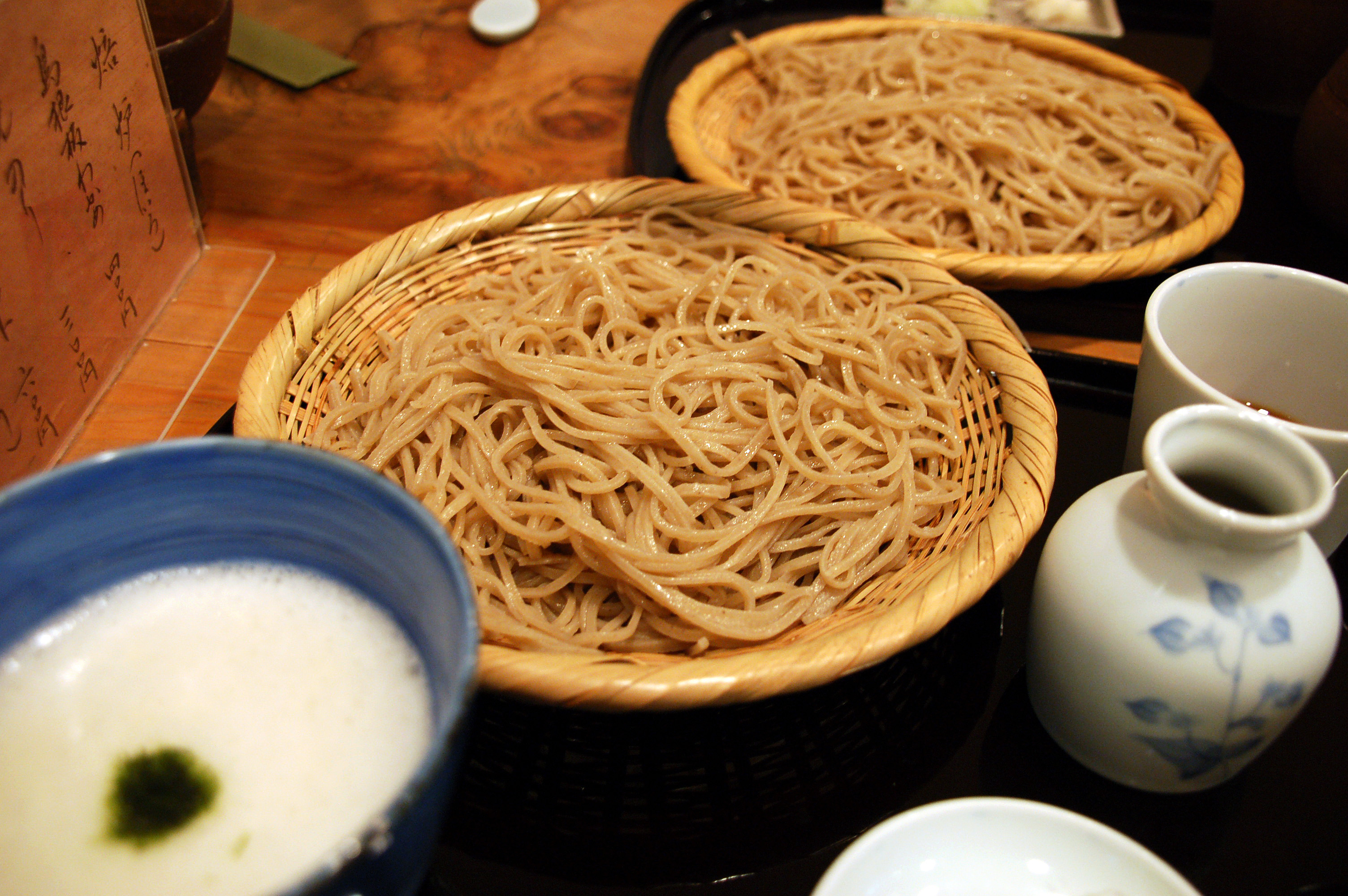
Soba servido en un zaru.

El zaru (笊 o ざる?) es una canasta para desaguar hecha de bambú usada en la preparación y presentación de comidas japonesas. Puede ser utilizada de manera similar a un colador en la comida occidental. Además, algunos zaru se diseñan para presentar en ellos la comida a los comensales, como por ejemplo el soba. Recientemente, se utilizan versiones de plástico y metal en la cocina, pero raramente para presentación en mesa, donde se utiliza, por motivos estéticos, el de bambú.
Un zaru debe secarse después de usar y guardarse en un lugar seco para evitar el crecimiento de hongos y bacterias en el colador. Sin embargo, no deben ser secados por mucho tiempo en el sol porque el zaru se puede dañar al resecarse el bambú.
- Datos: Q2543913
- Multimedia: Zaru / Q2543913